# Salón de la fama de las mujeres de Rhode Island
El Salón de la fama de las mujeres de Rhode Island es una organización voluntaria sin fines de lucro que reconoce a aquellas mujeres que han traído crédito, prominencia o contribuciones al patrimonio o la historia de Rhode Island.

## Historia
La organización fue fundada e incorporada como una asociación sin fines de lucro en 1965 para reconocer las contribuciones de los ciudadanos del estado de Rhode Island. Desde 2013, tiene una asociación con el Heritage Harbor Museum. Aunque la organización reconoce las contribuciones de cualquier ciudadano, se mantiene una lista por separado de las mujeres que han sido admitidas.

## Criterio
Para la elección de los miembros se requieren unos criterios que dichas personas hayan hecho contribuciones significativas a la historia o herencia de Rhode Island y están abiertos a todas aquellas nacidas en el estado, o que eran residentes cuando se produjo su notoriedad o aquellas que tienen hogares permanentes en Rhode Island.

## Galardonadas
El salón presenta nuevos miembros anualmente e incluye residentes actuales e históricos de Rhode Island.
| Nombre                        | Imagen  | Nacimiento–Muerte           | Año | scope="col" class="unsortable"Área criterio |
| ----------------------------- | ------- | --------------------------- | --- | --- |
| Glenna Collett Vare           |         | (1903–1989)                 | 1966 | Campeona de golf que dominó el deporte en la década de 1920 |
| Eileen Farrell                |         | (1920–2002)                 | 1967 | Soprano notable |
| Ruth Hussey                   |         | (1911–2005)                 | 1967 | Actriz nominada al premio de la Academia |
| E. Doris Brennan              |         | (1922–)                     | 1967 | Poseedora de veinte récords de natación nacionales y mundiales entre 1930 y 1940; seleccionado para los Juegos Olímpicos de 1940 que fue cancelado debido a la Segunda Guerra Mundial                                       |
| Paula Deubel                  |         | (1935–1993)                 | 1968 | Campeona nacional nacional de lanzamiento de béisbol 1954, competidora olímpica de lanzamiento de béisbol de 1956 |
| Carole Garnett-Wheeler        |         |                             | 1968 | En 1924, competidora de natación de los Juegos Olímpicos de París, más tarde delegada de la Convención Nacional Republicana de Rhode Island                                                                                 |
| Clara LaMore                  |         | (1926–)                     | 1968 | En 1948 competidora de braza de los Juegos Olímpicos de Londres, cinco veces campeona nacional |
| Janet Moreau                  |         | (1927–)                     | 1968 | En 1952 Medalla de oro de los Juegos Olímpicos de Helsinki 4 x 100 metros ganadora de relevos |
| Albina Osipowich              |         | (1911–1964)                 | 1968 | Nadadora ganadora de la medalla de oro de los Juegos Olímpicos de Ámsterdam 1928 |
| Lois Ann Testa                |         | (1935–)                     | 1968 | Atleta en 1956 de los Juegos Olímpicos de Melbourne |
| JoAnne Carner                 |         | (1939–)                     | 1969 | Campeona de golf amateur femenino nacional cinco veces y campeona de golf en tres ocasiones de Rhode Island |
| June Rockwell Levy            |         | (1886–1971)                 | 1969 | Filántropa, que estableció con su esposo el Burrillville Town Buildings Project |
| Mary Tucker Thorp             |         | (1899–1974)                 | 1969 | Primera profesora distinguida del Rhode Island College |
| Jean Madeira                  |         | (1918–1972)                 | 1970 | Diva de contralto de la Ópera Metropolitana |
| Ruth Buzzi                    |         | (1936–)                     | 1971 | Comediante y actriz estadounidense |
| Ida Silverman                 |         | (1882–1973)                 | 1971 | Única mujer como vicepresidenta de la Organización Sionista de América y del Congreso Judío Estadounidense |
| Margaret F. Ackroyd           |         | (1908–1995)                 | 1972 | Jefe de la División de Mujeres y Niños y Comisionado de salario mínimo para Rhode Island |
| Catherine Robinson            |         |                             | 1975 | Defensora de los derechos civiles, subdirectora del Servicio de la División de Extensión de la Universidad de Rhode Island                                                                                                  |
| Gertrude Meth Hochberg        |         | (1911–2002)                 | 1977 | Mujer publicitaria del año 1964 de la Federación de publicidad de América, primera mujer vicepresidenta de Bryant College                                                                                                   |
| Sissieretta Jones Jones       |         | (1869–1933)                 | 1977 | Soprano de renombre internacional |
| Antoinette F. Downing         |         | (1904–2001)                 | 1978 | Preservacionista y Presidenta de la Comisión de Preservación Histórica de Rhode Island y la Comisión del Distrito Histórico de Providence                                                                                   |
| Frances G. Knight             |         | (1905–1999)                 | 1978 | Directora de la Oficina de Pasaportes de los Estados Unidos |
| Princess Red Wing             |         | (1896–1987)                 | 1978 | Miembro de la tribu Narragansett, colaboró en la redacción de los estatutos tribales en virtud de la Ley de Reorganización de india y diseñó el sello tribal                                                                |
| Diane L. Coutu                |         | (1946–)                     | 1980 | Periodista y editora posterior del Harvard Business Review |
| Florence K. Murray            |         | (1916–2004)                 | 1980 | Primera mujer, senadora estatal, juez y miembro de la Corte Suprema de Rhode Island |
| Anna Tucker                   |         | (1919–2012)                 | 1981 | Primera directora del Departamento de Asuntos de la Tercera Edad de Rhode Island, Department of Elderly Affairs |
| Katherine U. Warren           |         | (1897–1976)                 | 1981 | Conservacionista, y fundadora de la Preservation Society of Newport |
| Eleanor Slater                |         | (1909–2006)                 | 1982 | Representante estatal, senadora estatal y perteneciente al Comité Nacional Demócrata |
| Katharine Gibbs               |         | (1863–1934)                 | 1983 | Fundadora del Gibbs College |
| Olive F. Wiley                |         |                             | 1985 | Fundadora de African American Day Care y Madre del Año |
| Eleanor M. McMahon            |         | (1929–2002)                 | 1986 | Primera comisionada de educación superior |
| Sister Mary Bernard           |         |                             | 1987 | Maestra, y Jefe del Departamento de Orientación en la Academia de Santa María |
| Sister Eileen Murphy          |         | (1935–1983)                 | 1987 | Fundadora del refugio para personas sin hogar, the Amos House homeless shelter de Providence |
| Marion F. Avarista            |         |                             | 1988 | Fundadora del proyecto Traveler's Aid Runaway Youth Project |
| Ade Bethune                   |         | (1914–2002)                 | 1990 | Artista litúrgica católica y directora artística de Terra Sancta Guild |
| Gladys Williams Brayton       |         | (1890–1990)                 | 1991 | Historiadora y escritora |
| Mary P. Brennan               |         | (1933–1996)                 | 1992 | Pionera en la industria de viajes y turismo que prestó servicios en comités asesores de turismo estatales y nacionales; primera mujer en el país en desempeñarse como gerente de estación en la industria de las aerolíneas |
| Nancy A. J. Potter            |         | (1926–)                     | 1992 | Escritora de cuentos y profesora, ganadora del Premio del Presidente de la Universidad de Rhode Island a la Excelencia en la Enseñanza                                                                                      |
| Mary C. Mulvey                |         | (1909–)[cita requerida]     | 1993 | Geriatra, presidenta del National Senior Citizens Education and Research Center |
| Lizzie Murphy (fr)            |         | (1894–1964)                 | 1994 | Primera jugadora de béisbol femenino que jugó contra jugadores de Grandes Ligas |
| Barbara-Jeanne Seabury        |         | (1927–2002)                 | 1994 | Abogada de bienestar infantil, escritora y Directora Rhode Island Rhode Island Hospital's Child Life Department |
| Helen A. Bert                 |         | (1922–2002)                 | 1996 | Directora y desarrolladora del Programa de Atletismo Femenino en el Providence College |
| Catherine Tilley Hammett      |         | (1902–1998)                 | 1996 | Primera Girl Scout de Newport y luego sirvió en el personal nacional de Girl Scouts of the USA |
| Helen Adelia Rowe Metcalf     |         | (1830–1895)                 | 1996 | Fundadora y directora de la Escuela de Diseño de Rhode Island |
| Arlene Violet                 |         | (1944–)                     | 1996 | Primera mujer fiscal general en los Estados Unidos |
| Mary Dyer                     |         | (1611–1660)                 | 1997 | Cuaquera mártir, una de las fundadoras de Portsmouth |
| Sylvia K. Hassenfeld          |         | (1920–2014)                 | 1997 | Filántropa judía, presidente de la Federación Judía de Providence |
| Anne Hutchinson               |         | (1591–1643)                 | 1997 | Estableció el asentamiento de Portsmouth en lo que se convirtió en la Colonia de Rhode Island y las plantaciones de Providence                                                                                              |
| Margaret Langdon-Kelly        |         | (1904–2001)                 | 1997 | Cofundadora del Meeting Street School para niños con necesidades especiales |
| Maria Spacagna                |         |                             | 1997 | Primera cantante de ópera nacida en Estados Unidos que interpretó a Madame Butterfly en La Scala |
| Helen Metcalf Danforth        |         | (1887–1984)                 | 1998 | Benefactora de la Escuela de Diseño de Rhode Island y presidenta de laRISD Corporation, ganadora del primer título honorífico otorgado por la institución                                                                   |
| Ann Smith Franklin            |         | (1696–1763)                 | 1998 | Primera editora de un periódico femenino de las colonias americanas |
| Sarah Updike Goddard          |         | (1701–1770)                 | 1998 | Editora del Primer periódico publicado de Providence, The Providence Gazette |
| Beatrice Oenslager Chace      |         | (1905–1992)                 | 1999 | Filántropa, conservacionista y conservadora de viviendas históricas |
| Doris Holloway Abels          |         | (1925–1997)[cita requerida] | 2000 | Bailarina de Ed Sullivan con Holloway Sisters, más tarde profesional de la salud mental y profesora en la Universidad de Brown y el Rhode Island College                                                                    |
| Prudence Crandall             |         | (1803–1890)                 | 2001 | Fundadora de una escuela que se convirtió en el primer salón integrado en los Estados Unidos |
| Doris Duke                    |         | (1912–1993)                 | 2001 | Filántropa, conservacionista y fundadora de la Newport Restoration Foundation |
| Mary Elizabeth Sharpe         |         | (1885–1985)                 | 2001 | Arquitecta paisajista aficionada, que encabezó el diseño del paisaje en la Universidad de Brown, los jardines japoneses en el parque Roger Williams y la renovación del parque India Point.                                 |
| Harriet Ware                  |         | (1799–1847)                 | 2001 | Profesora y fundador de una sociedad de ayuda infantil llamada Children's Friend Society |
| Elizabeth Buffum Chace        |         | (1806–1899)                 | 2002 | Abolicionista y sufragista, la primera mujer en ser honrada con una estatua en la Casa del Estado de Rhode Island |
| Leona McElroy Kelly           |         | (1919–2000)                 | 2002 | Profesora y representante de la Cámara del Estado |
| Mother Frances Warde          |         | (1810–1884)                 | 2002 | Fundadora de las Hermanas de la Misericordia (RSM) en América |
| Catharine R. Williams         |         | (1787–1872)                 | 2002 | Poetisa y escritora del siglo XIX |
| Christiana Carteaux Bannister |         | (1822–1903)                 | 2003 | Abolicionista y emprendedora |
| Paulina Kellogg Wright Davis  |         | (1813–1876)                 | 2003 | Cofundadora de la New England Woman Suffrage Association |
| Julia Ward Howe               |         | (1819–1910)                 | 2003 | Abolicionista y autora de "The Battle Hymn of the Republic" |
| Victoria S. Lederberg         |         | (1937–2002)                 | 2003 | Senadora y jueza estatal de la Corte Suprema |
| Sara DeCosta-Hayes            |         | (1977–)                     | 2004 | Dos veces medallista de hockey sobre hielo olímpico: 1998 Nagano oro y 2002 Salt Lake City plata |
| Lynne Jewell                  |         | (1959–)                     | 2004 | 1988 medallista de oro olímpico de Seúl en el yate 470 Clase femenino |
| Helen Johns                   |         | (1914–2014)                 | 2004 | En 1932 medallista de oro olímpico de Los Ángeles en estilo libre femenino de 400 metros de natación |
| Katie King-Crowley            |         | (1975–)                     | 2004 | Tres veces medallista olímpica de hockey sobre hielo |
| Frances Whipple McDougall     |         | (1805–1878)                 | 2004 | Poetisa, abolicionista, botánica y sufragista del siglo XIX. |
| Harriet Metcalf               |         | (1958–)                     | 2004 | En 1984 ocho medallas de oro en remo femenino en Los Angeles Olympics |
| Aileen Riggin                 |         | (1906–2002)                 | 2004 | En 1920 durante los Juegos Olímpicos de verano medallista de oro en natación |
| Lila Sapinsley                |         | (1922–2014)                 | 2004 | Senadora estatal y líder minoritaria del Senado |
| Sarah Helen Whitman           |         | (1803–1878)                 | 2004 | Poetisa, ensayista y espiritista del siglo XIX |
| Sarah Elizabeth Doyle         |         | (1830–1922))                | 2005 | Fundadora de la Escuela de Diseño de Rhode Island y el establecimiento de la educación de las mujeres en la Universidad de Brown                                                                                            |
| Norma Ann Garnett             |         | (1930–2005)                 | 2005 | Reconocida como Maestra del Año por Rhode Island y Maine, ganadora del Premio al Profesor Distinguido de la Casa Blanca en 1991                                                                                             |
| Idawally Lewis                |         | (1842–1911)                 | 2005 | Primera mujer en servir en Lighthouse Service de Estados Unidos |
| Alice A. Sullivan             |         | (1925–2003)                 | 2005 | Activista y educadora deportiva de mujeres, presionó con éxito para que el programa deportivo de la Liga Interescolar de Rhode Island incluyera a niñas.                                                                    |
| M. Therese Antone             |         |                             | 2006 | Presidenta de la Universidad Salve Regina |
| Nancy Gewirtz                 |         | (1945–2004)                 | 2006 | Cofundadora de The Poverty Institute y la Campaña de Rhode Island para Eliminar la Pobreza Infantil |
| Barbara H. Roberts            |         | (1944–)                     | 2006 | La primera mujer en Cardiología Gorlin en el Brigham and Women's Hospital y la primera en practicar cardiología para adultos en Rhode Island                                                                                |
| Anna Garlin Spencer           |         | (1851–1931)                 | 2007 | Presidenta de la Asociación de Igualdad de Sufragios de Rhode Island |
| Mary Emma Woolley             |         | (1863–1947)                 | 2007 | Una de los presidentes de colegio más jóvenes de Estados Unidos |
| Maud Howe Elliott             |         | (1854–1948)                 | 2008 | Escritora estadounidense, destacada ganadora del premio Pulitzer en colaboración con su hermana por la biografía de su madre The Life of Julia Ward Howe                                                                    |
| Marjorie Joy Vogel            |         | (1930–2007)                 | 2008 | Artista e ilustradora que creó el cuerpo más grande de obras de ilustración con temas de Rhode Island |
| Annie Smith Peck              |         | (1850–1935)                 | 2009 | Montañista y aventurera que escaló el monte Huascarán en Perú |
| Kathleen S. Connell           |         | (1937–)                     | 2010 | Política, que sirvió a nivel local y estatal y fue Secretaria de Estado de Rhode Island entre 1987 y 1993 |
| Susan Farmer                  |         | (1942–2013)                 | 2010 | Primera mujer en Rhode Island en tener una oficina estatal, cuando fuera elegida como Secretaria de Estado |
| Caroline Hazard               |         | (1856–1945)                 | 2010 | Quinta Presidenta del Wellesley College y acreditada con el establecimiento de una dotación para la estabilidad financiera perdurable                                                                                       |
| Jane Stuart                   |         | (1812–1888)                 | 2011 | Primera mujer retratista de Newport |
| Karen Adams                   |         | (1955–)                     | 2012 | Periodista, presentadora de noticias en televisión de televisión |
| Eileen Slocum                 |         | (1915–2008)                 | 2012 | Republicana nacional y de Rhode Island desde 1992-2008 |
| Mary C. Wheeler               |         | (1846–1920)                 | 2012 | Artista y fundadora del Providence's Wheeler School |
| Wilma Briggs                  |         | (1930–)                     | 2013 | Jugadora de la Liga de Béisbol Profesional All-American Girls que lideró la liga durante la temporada de 1953 y ocupó el segundo lugar en la lista de todos los tiempos                                                     |
| Billie Ann Burrill            |         | (1921–2010)                 | 2013 | Cofundadora y directora de Rhode Island College Dance Company y maestra nadadora, estableciendo un estilo libre de 800 metros y los récords mundiales de 1500 metros en su categoría de edad                                |
| Martha McSally                |         | (1966–)                     | 2013 | Primera mujer estadounidense en volar en combate y también fue la primera en comandar un escuadrón de caza de la USAF |
| Lucy Rawlings Tootell         |         | (1911–2010)                 | 2013 | Profesora y conservacionista histórica |
| Catherine O'Reilly Collette   |         | (ca. 1951–)                 | 2014 | Defensora de los derechos de las mujeres y organizadora nacional de asuntos de la mujer |
| Isabelle Ahearn O’Neill       |         | (1880–1975)                 | 2014 | Actriz de cine mudo, sufragista, primera mujer legisladora |
| Abby Aldrich Rockefeller      |         | (1874–1948)                 | 2014 | Filántropa, que impulsó la creación del Museo de Arte Moderno en Nueva York |
| Margaret McKenna              | (1945–) | 2015                        | Sirvió como consejera adjunta de la Casa Blanca, subsecretaria adjunta en el Departamento de Educación de los Estados Unidos, presidenta de la Universidad de Lesley y presidenta de la Fundación Walmart | |
| Noreen Stonor Drexel          |         | (1922–2012)                 | 2015 | Filántropa de la salud y la educación |